# Fornosowo
Fornosowo – osiedle typu miejskiego w Rosji, w obwodzie leningradzkim. W 2010 roku liczyło 6408 mieszkańców.